# Бурденко Микола Нилович
Мико́ла Ни́лович Бурде́нко (нар. 22 травня (3 червня) 1876 — пом. 11 листопада 1946) — радянський хірург, один із основоположників нейрохірургії, академік АН СРСР (1939), генерал-полковник медичної служби (1943). Професор Тартуського університету (1910), Московського університету (1923), перший президент Академії медичних наук СРСР (1944—1946), заснованої за його ініціативи. Герой соціалістичної праці (1943), почесний член Міжнародного товариства хірургів.

## Біографія
Микола Нилович Бурденко народився 8 травня 1876 року в селі Каменці Нижньо-Ломівського повіту Пензенської губернії в сім'ї сільського писаря, «заступника» по судових справах. Спочатку навчався в духовному училищі, у Пензенській духовній семінарії.
У 1906 році закінчив Юр'ївський (зараз Тартуський) університет. Будучи студентом, брав участь у російсько-японській війні 1904—1905 років як помічник лікаря в складі передового санітарного загону Червоного Хреста. З 1910 р.  — приват-доцент кафедри хірургії в хірургічній клініці Юрі'ївського університету, згодом екстраординарний професор по кафедрі оперативної хірургії, десмургії і топографічної анатомії. З 1917 р. — ординарний професор факультетської хірургічної клініки.
До початку Першої світової війни Микола Нилович був уже всесторонньо освіченим та визнаним хірургом-вченим. Працював хірургом-вченим різних фронтів дійсної армії.
У 1923 р. — завідувач кафедри топографічної анатомії і оперативної хірургії Московського державного університету. З 1924 р. — директор факультетської хірургічної клініки. У 1934 р. заснував у Москві нейрохірургічний науково-дослідний інститут, який очолював до кінця життя.
З перших днів Другої Світової війни — головний хірург Радянської армії. Під його керівництвом і за його активного сприяння розроблялися найважливіші інструкції та вказівки по військово-польовій хірургії.
З 1937 р. — головний хірург-консультант Радянської армії.
У 1944 р. за планом, розробленим Бурденком, радянський уряд створив Академію медичних наук СРСР. Микола Нилович був обраний першим президентом академії.

## Практична та наукова діяльність

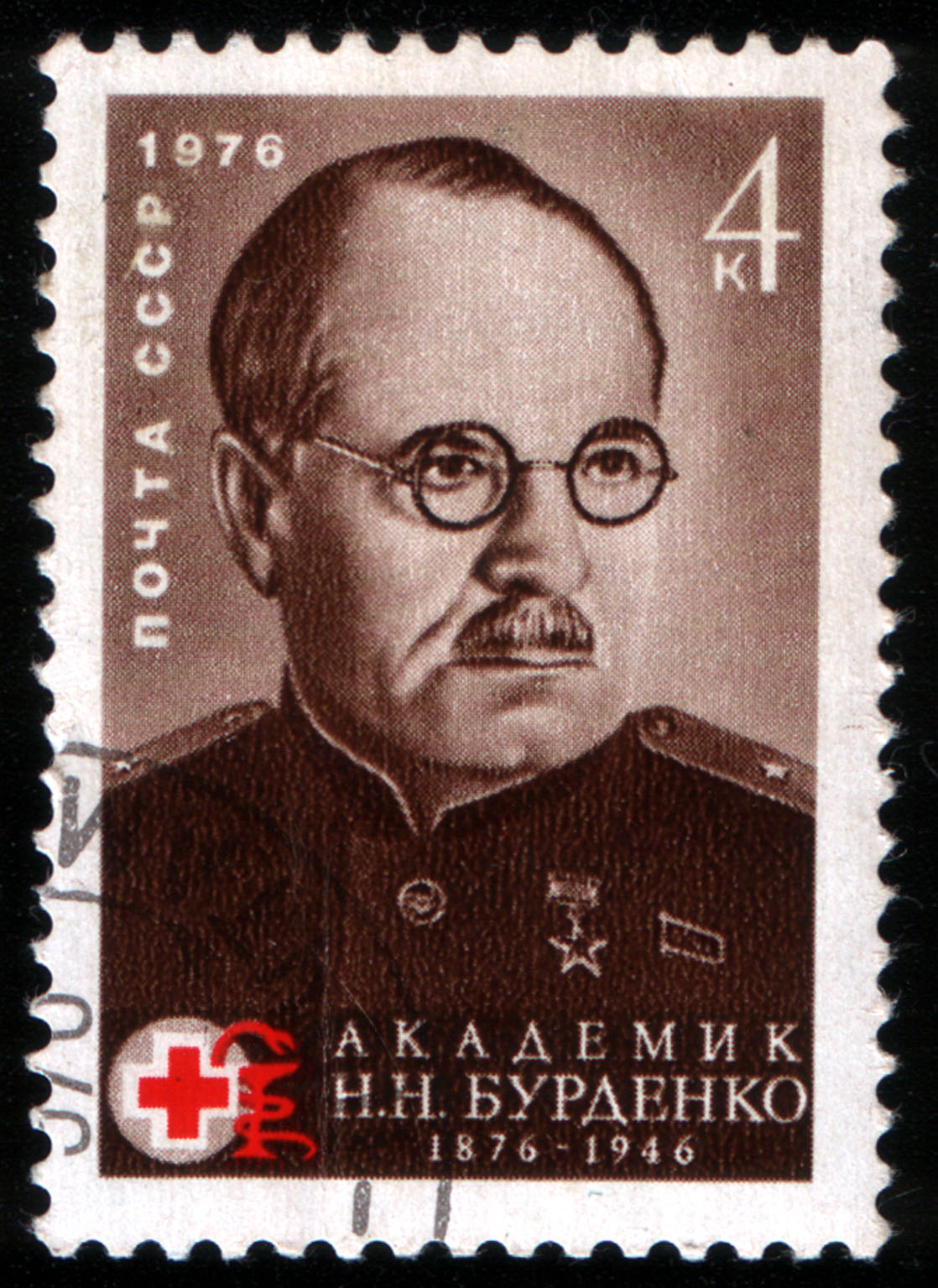
Поштова марка СРСР, присвячена сторіччю від дня народження М. Н. Бурденка, 1976, 4 коп. (Каталог ЦФА 4576, Скотт 4438)

Праці М. Н. Бурденка стосуються різноманітних найскладніших питань, переважно — військовопольової хірургії та нейрохірургії. Особливе значення мають дослідження, та створеної ним школи, присвяченої пухлинам і травматичним ушкодженням центральної та периферичної нервової системи, порушенням мозкового кровообігу, набряку мозку тощо. Характерними рисами цих досліджень є експериментально-фізіологічний напрям, новизна, наукова значимість
Автор понад 300 наукових робіт з питань лікування гнійних ран, анаеробної інфекції, переливання крові, боротьби з шоком. Його роботи в області нейрохірургії широко використовувалися у час ІІ світової війні при організації спеціалізованого лікування поранених в череп.
Нагороджений званням Героя Соціалістичної Праці, заслуженого діяча науки, орденами: трьома Леніна, двома Червоного Прапора, Червоної Зірки, Вітчизняної війни I ступеня і чотирма медалями.
Ім'я Миколи Ниловича Бурденка було присвоєно Інституту нейрохірургії АМН СРСР, Головному військовому госпіталю Збройних Сил СРСР, іншим медичним і військовим установам. На його честь названо астероїд 6754 Бурденко.
Наукові праці принесли Бурденкові світову славу (почесний член багатьох закордонних наукових товариств).
Водночас саме Бурденко підтримав своїм авторитетом офіційну версію радянського слідства та санкціонував фальсифікацію історичних та медичних даних за результатими досліджень розстрілів польських офіцерів у Катині.